# Sébastien Fournier (contre-ténor)
Pour les articles homonymes, voir Sébastien Fournier et Fournier.
 (mars 2014).
Si vous disposez d'ouvrages ou d'articles de référence ou si vous connaissez des sites web de qualité traitant du thème abordé ici, merci de compléter l'article en donnant les références utiles à sa vérifiabilité et en les liant à la section « Notes et références ».
Sébastien Fournier est un contre-ténor français.

## Biographie
Sébastien Fournier chante dès le plus jeune âge dans la maîtrise des Petits Chanteurs de Lyon installé à la Primatiale Saint-Jean Baptiste de Lyon. Henri Ledroit le conforte dans son désir de développer sa voix de contre-ténor,.
Il étudie à Lyon au conservatoire national de Région dans la classe de la soprano Jacqueline Nicolas. Il a aussi pris brièvement des cours de chant avec le ténor bulgare Bojan Stojlov.  Il étudie à la Guildhall School of Music and Drama de Londres où il se spécialise en Musiques Anciennes.
Il commence sa carrière en chantant pour les grands ensembles baroques Les Musiciens du Louvre, Les Arts Florissants, Accentus avant de créer en 2004, l’ensemble de musique baroque « Sprezzatura » avec le violoniste Jacques Saint-Yves. 
En 2010, il est sélectionné pour représenter la France à l'Exposition universelle de 2010 en Chine où il donne dix-huit concerts,.
En 2013, il crée le spectacle Arthur avec le chorégraphe Paco Decina.
Il organise régulièrement des concerts pour des actions caritatives (Banques Alimentaires, Quinzaine de l'Egalité, A chacun son Everest, Octobre Rose...)

## Discographie
- 2000 : Ad Vesperas, Remy Gousseau (label Cantabile)
- 2006 : Athamas, de l’opéra Semele de G. F. Haendel, direction D. Stern (label Arion),
- 2009 : Lover's Roses de Henry Purcell (label Hybrid Music) avec l’Ensemble Sprezzatura[10] (Sébastien Guillot et Anne Marie Lasla) à l’occasion de son 350e anniversaire.
- 2010 : Stabat Mater d'Antonio Vivaldi et Salve Regina de G. B. Pergolèse, avec le Barok Ensemble (label Harmonia Mundi)

## Galerie

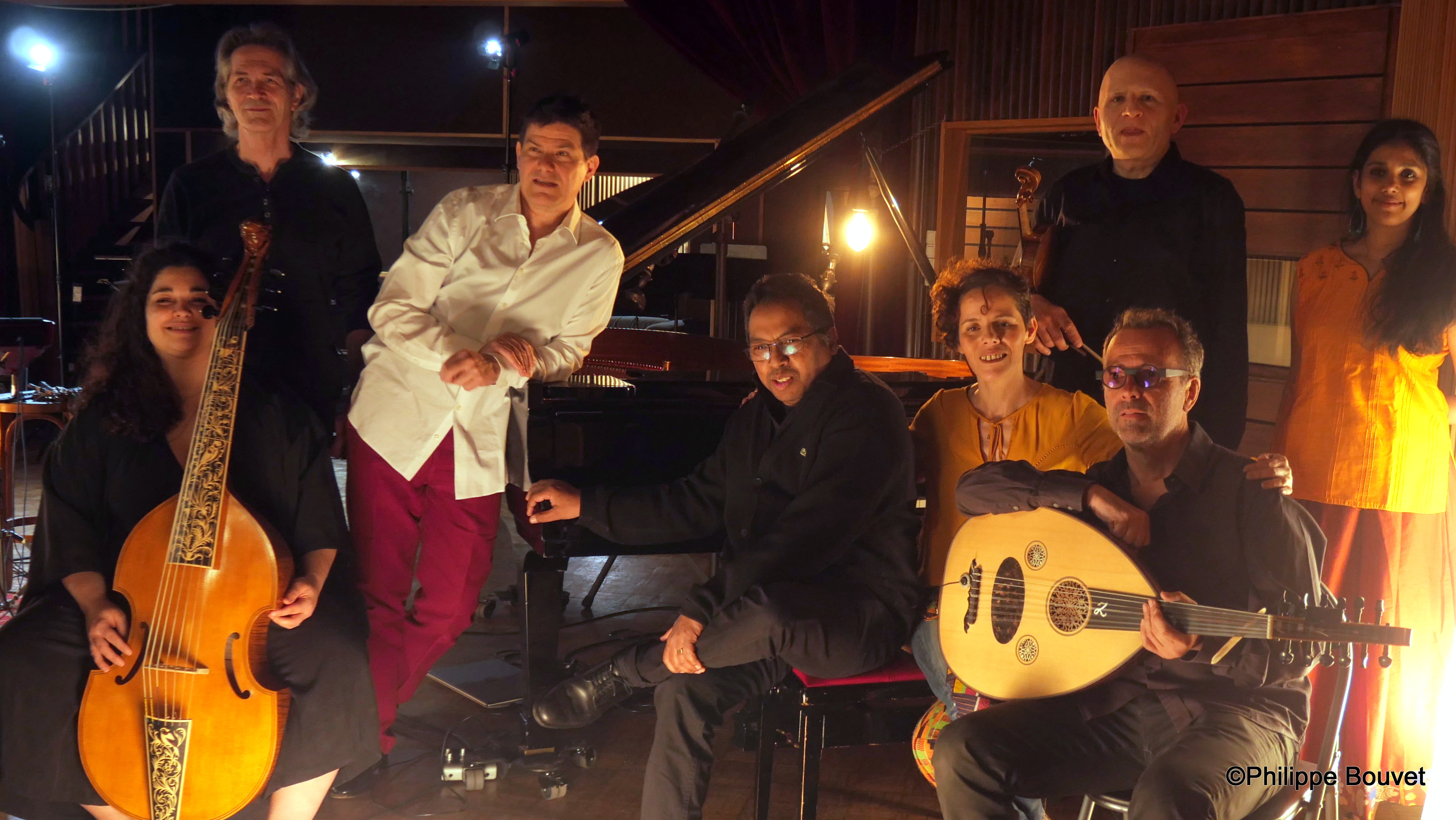
Studio Midilive
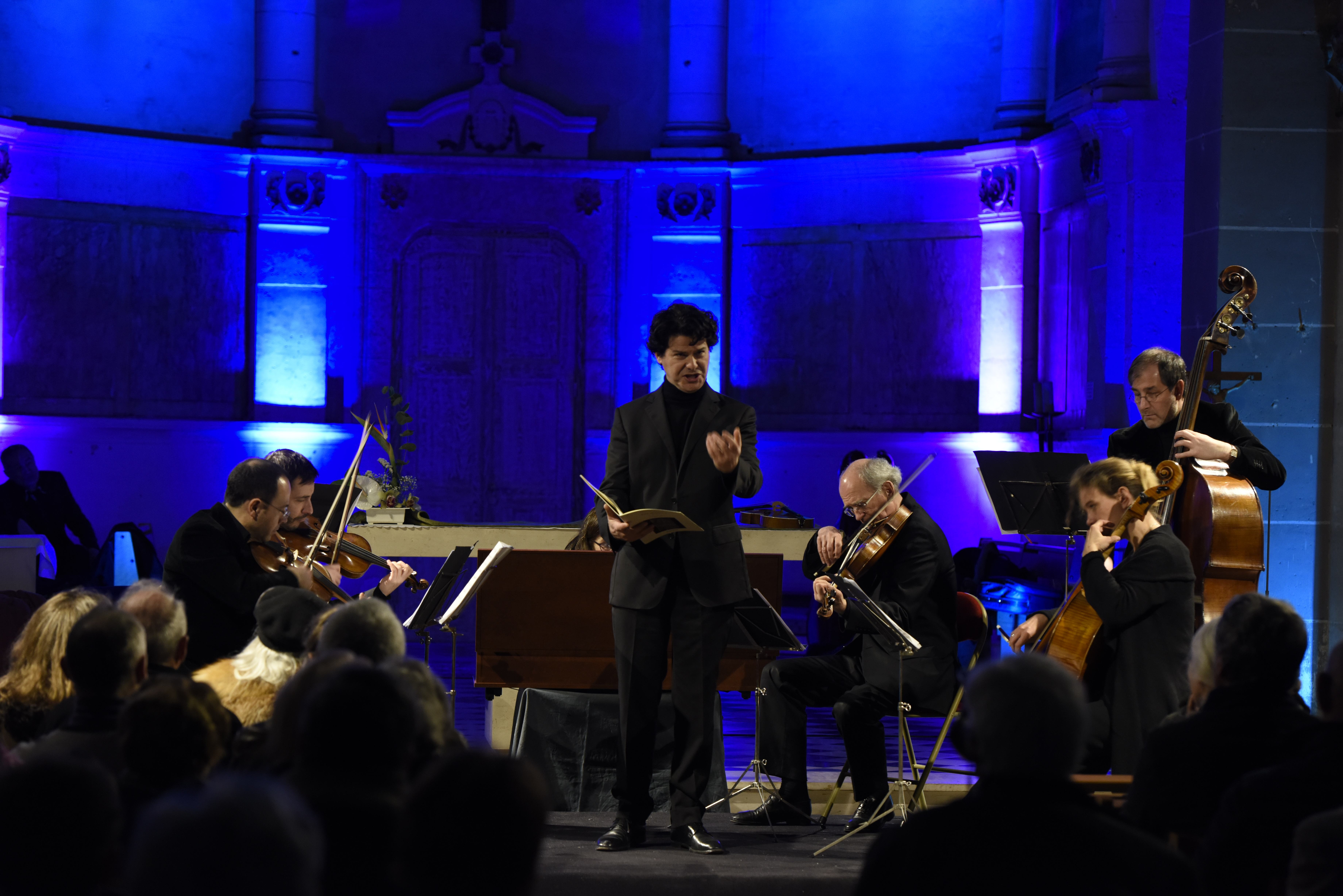
Vivaldi Stabat Mater
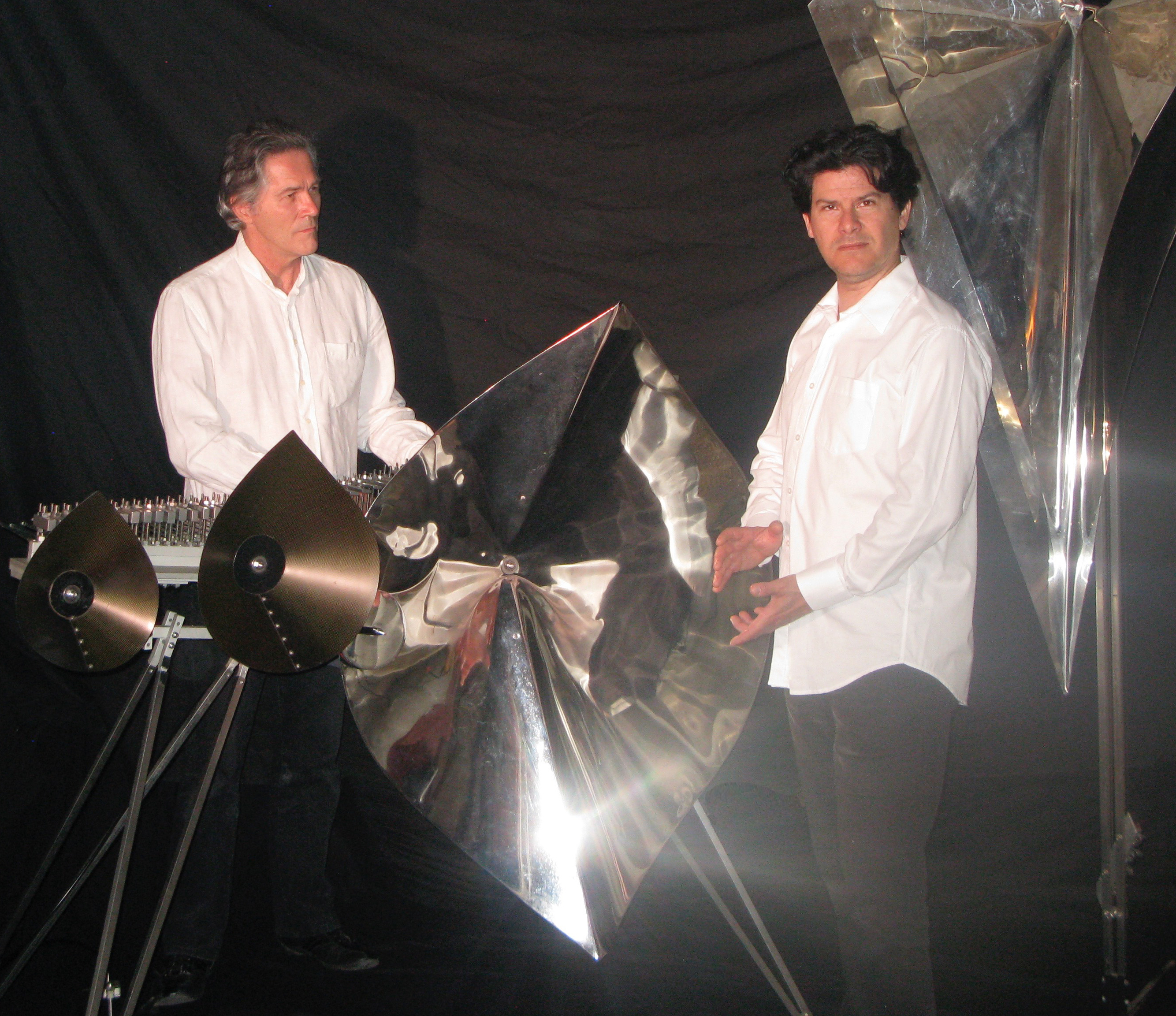
Cristal Duet